# Acalayong
Acalayong är en stad i Litoralprovinsen i Ekvatorialguinea. Den är belägen 117 km från staden Bata. Acalayong är den sydligaste staden i Ekvatorialguinea.